# Gephyrochromis
Genre
Le genre Gephyrochromis regroupe plusieurs espèces de poissons de la famille des Cichlidae. Toutes sont endémiques du lac Malawi.

## Liste des espèces
Selon FishBase (1 Fev. 2016) et ITIS (1 Fev. 2016) :
- Gephyrochromis lawsi Fryer, 1957
- Gephyrochromis moorii Boulenger, 1901